# Filozofska fakulteta v Pulju
Filozofska fakulteta (izvirno hrvaško Filozofski fakultet u Puli), s sedežem v Pulju, je bivša fakulteta, ki je bila članica Univerze na Reki.
Leta 2006 se je preoblikovala v Univerzo v Pulju.